# Потес, Хуан
Хуан Мануэль Потес (исп. Juan Manuel Potes; род. 7 ноября 2006) — колумбийский футболист, нападающий клуба «Энвигадо».

## Клубная карьера
Потес — воспитанник клуба «Энвигадо». 27 февраля 2024 года в матче против «Патриотас Бояка» он дебютировал в Кубке Мустанга. 